# Ethylloides emdeni
Ethylloides emdeni är en tvåvingeart som beskrevs av Verbeke 1970. Ethylloides emdeni ingår i släktet Ethylloides och familjen parasitflugor. Inga underarter finns listade i Catalogue of Life.